# Adonisea ar
Adonisea ar là một loài bướm đêm trong họ Noctuidae.